# 亚蓬斯
亚蓬斯是奥地利下奥地利州霍恩县的一个市镇。总面积29.37平方公里，总人口789人，人口密度26.9人/平方公里（2005年）。